# Osvaldo Moles
Osvaldo Moles (n. 14 martie 1913, Santos, São Paulo, Brazilia – d. 14 mai 1967, São Paulo, São Paulo, Brazilia) a fost un jurnalist, textier și prezentator de radio brazilian care a activat în domeniul istoriei radiofoniei.

## Biografie
Născut în orașul Santos în 1913, Moles s-a mutat curând împreună cu părinții săi la São Paulo. Strămoșii săi au fost imigranți italieni. I-a cunoscut pe moderniști și a început cariera de jurnalist la Diário Nacional. A scris și pentru Correio Paulistano.
În 1937, a fondat împreună cu alți jurnaliști Rádio Tupi în São Paulo, iar în 1941 a lucrat la Rádio Record, unde l-a cunoscut pe Adoniran Barbosa. Împreună au scris multe texte de cântece, de exemplu Tiro ao Álvaro și Joga a chave.
A murit în 1967 prin sinucidere, dar presa a trecut sub tăcere acest fapt. Deși era binecunoscut în acea perioadă, tăcerea presei a contribuit la ostracizarea operei sale până astăzi.

## Premii
- 1950 - Troféu Roquette Pinto - Programador / Roquette Pinto - Redator Humorístico
- 1952 - Premiul Saci de Cinema - Melhor Argumento / Roquette Pinto - Programador Popular
- 1953 - Prêmio Governador do Estado - por Roteiro de "Simão, o caolho"
- 1955 - Troféu Roquette Pinto - Programador Geral / Os melhores paulistas de 55 - Manchete RJ, Categoria Rádio.
- 1956 - Troféu Roquette Pinto - Programador Geral
- 1957 - Prog. Alegria dos Bairros de J. Rosemberg - 04/08/1957 - Produtor Rádio Record / PRF3-TV Os Melhores da Semana, homenagem dos revendedores Walita
- 1958 - "Tupiniquim" - Produtor / Dr. Paulo Machado de Carvalho - Associação Paulista de Propaganda - Melhor programa.
- 1959 Revista RM Prêmio Octávio Gabus Mendes – Produtor (Rádio) / Grau de Comendador da Honorífica Ordem Acadêmica de São Francisco / "Tupiniquim" - Prod. Rádio / Troféu Roquette Pinto - Prog. Hum. Rádio / Diploma de Burro Faculdade São Francisco
- 1960 - Troféu Roquette Pinto - Especial
- 1964 - Jubileu de Prata (Associação dos profissionais de imprensa de São Paulo on its 25° anniversary)